# The Killer & the Star
The Killer & the Star is een muzikaal solo-project gestart door Scooter Ward, frontman van de band Cold.

## Bezetting
- Scooter Ward[3] (zang, piano)

Touring en sessieleden
- Rocky Gray (drums) (live)
- John Otto[4] - (drums) (sessie)
- Michael Harris (basgitaar) (sessie & live)

## Geschiedenis
Oorspronkelijk heette de band The Witch, maar de bandnaam werd in november 2006 veranderd in When November Falls, voordat er enig werk was verricht. In maart 2008 veranderde de band opnieuw haar naam in haar definitieve naam The Killer & The Star. Er werden vijf demo's uitgebracht op de MySpace-speler van de band: My Heart, Symphony for a Mad World, Let the Rain Begin, Questions en Starts When You Fall. Drie extra namen van songs werden ook onthuld: End of Summer, The Avenue en Hallelujah. Op 25 juni kondigde Scooter Ward aan dat John Otto van Limp Bizkit zou drummen op het komende debuutalbum. The Series of Emotion werd opgenomen in Los Angeles in de zomer en herfst van 2007 en stond gepland voor een herfst 2008 publicatie via het nieuwe label I AM: WOLFPACK, waarvan Ross Robinson de producent is. Robinson was ook de producer van Colds grote labeldebuut Cold.
Het nummer Symphony for a Mad World heeft ook twee muziekvideo's, die te zien zijn op de MySpace-pagina van de band: een gefilmd in de Wolfpack Offices en een andere gemaakt door een MySpace-gebruiker. Aanvullende repetitie- en oefenvideo's zijn gepost op het officiële YouTube-kanaal van de band, waar ook werd aangekondigd dat Michael Harris van Idiot Pilot zou helpen op de studio-gitaren. De debuutsingle allelujah werd op 24 maart 2009 op hun MySpace-pagina uitgebracht. Een nieuwe single Starts When You Fall werd op 23 juni uitgebracht via iTunes en andere digitale outlets. Scooter kondigde op "Alternative Addiction" aan dat het titelloze debuutalbum in de tweede week van juli zou verschijnen via SonicStar Records, een label dat hij samen met Toby McDonald ontwikkelde. Hij was trouw aan zijn woord toen het album op 14 juli 2009 werd uitgebracht. Tot op heden is het het enige album dat door de outfit is uitgebracht, waarbij Ward ervoor koos om zich te concentreren op de reünie van Cold.

## Discografie
- 2009: The Killer and The Star